# Stephanus Tri Buu Thien

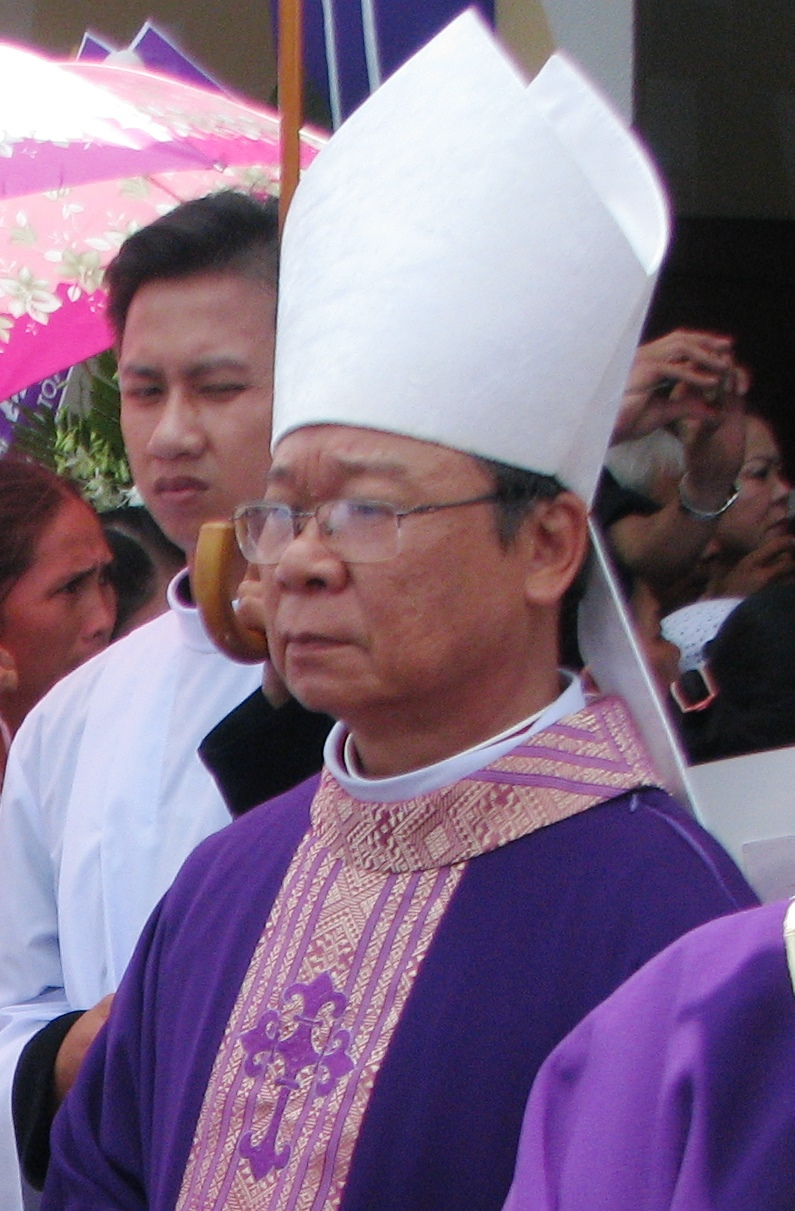
Stephanus Tri Buu Thien, 2013

Stephanus Tri Buu Thien (vietnamesisch: Stêphanô Tri Bửu Thiên; * 15. Februar 1950 in Trà Lồng) ist ein vietnamesischer Geistlicher und emeritierter römisch-katholischer Bischof von Cần Thơ.

## Leben
Stephanus Tri Buu Thien empfing am 22. Juli 1987 die Priesterweihe.
Papst Johannes Paul II. ernannte ihn am 26. November 2002 zum Koadjutorbischof von Cần Thơ. Die Bischofsweihe spendete ihm der Bischof von Cần Thơ, Emmanuel Lê Phong Thuân, am 18. Februar des nächsten Jahres; Mitkonsekratoren waren Pierre Nguyễn Văn Nhơn, Bischof von Đà Lạt, und Pierre Nguyên Van Nho, Koadjutorbischof von Nha Trang.
Mit dem Tod Emmanuel Lê Phong Thuâns am 17. Oktober 2010 folgte er ihm als Bischof von Cần Thơ nach. Am 1. Januar 2025 nahm Papst Franziskus das vorzeitige Rücktrittsgesuch von Stephanus Tri Buu Thien an.